# فان كامب (مقاطعة وتزل)
فان كامب، مقاطعة وتزل (فيرجينيا الغربية) (بالإنجليزية: Van Camp, Wetzel County, West Virginia)‏ هي منطقة سكنية تقع في الولايات المتحدة في مقاطعة ويتزل. يقدر عدد سكانها  وترتفع عن سطح البحر 235.92 متر.